# 三元豚
三元豚（さんげんとん、英語:Three-way Crossbred Pigs）とは、3種類の品種の豚を掛け合わせた1代雑種の豚を言う。
食用に品種改良された豚にはランドレース種、バークシャー種などの品種が存在するが、現在ではこれらの純粋種が単独で食用に供される例は少なく、3種以上の品種を掛け合わせて1代限りの雑種を作って食用とする場合がほとんどである。
これは雑種強勢という現象を利用することにより各品種の長所を強く合わせ持った豚を生産するためであり、あくまで食用に供されるのは1代限りで子孫を残すことはない。
このように3種以上の品種を掛け合わせた豚を「ハイブリッド豚」と呼ぶが、日本の畜産界においては特に3種掛け合わせの豚を「三元豚」と呼び、4種掛け合わせの豚（四元豚）を「ハイブリッド豚」と呼ぶことが多い。
日本国内で生産される食用豚のほとんどは三元豚であり、欧米などでは四元豚が多い。
最近では特定の産地や飼育業者で特定の掛け合わせで生産された豚に関して、産地の名前等を冠した「XXX三元豚」といったブランド豚が生産されており、産地の地名を冠した山形三元豚、米沢三元豚という呼称もある。また、飼育管理方法により状態は大きく異なるため、飼育業者名の独自ブランドとなっている呼び方もある。また最近ではカナダ産純粋種三元豚（例：大麦仕上三元豚、麦うらら三元豚、麦のはぐくみ三元豚、ハーブ三元豚）など、海外で交配された豚肉にも使われている。
さらには産地等を明示せずに単に「三元豚」「四元豚」の名前を豚肉使用製品等に使用している例も多いが、前述のように国内で生産されている豚肉はほとんどが三元豚（輸入豚は四元豚）であるため実際にはあまり意味のない表示ではあるとしても、実態には即しているため食品偽装には当たらない。

## 概要
三元豚とは、3種類の純血種を掛け合わせた雑種豚という意味であり、三元交配豚とも呼ばれる。交配の目的は、雑種強勢効果を利用して、高いレベルで、繁殖性、産肉性、肉質等のバランスをとるためである。
国内では昭和40年代より三元交配が急速に普及し、昭和50年の段階では既に肉豚のうち78.76%を三元豚が占めている（ほかは海外ハイブリッド豚が0.41%とバークシャー種などの単一種が20.63%）。その後は海外ハイブリッド豚の比率が高まり、平成22年の段階では、海外ハイブリッド豚が18.8%と伸張する一方で三元豚は65.8%、単一種は13.1%と減少している。
日本国内では当初は止雄豚としてハンプシャー種が使用されることが多かったが、昭和60年以降は繁殖性の優れたランドレース種（L）と大ヨークシャー種（W）を掛け合わせた雑種豚（LW）を子取り母豚とし、さらに止雄豚として肉質の優れたデュロック種（D）を掛け合わせた雑種豚（LWD）を肉豚にすることが主流となっている。
最近では、繁殖性や産肉性を犠牲にしてでも、最高の肉質を追求して差別化を図る銘柄豚も生産されており、バークシャー種（B）を掛け合わせたものが出てきている。また、最高の繁殖性を追求して、梅山（メイシャン）種の掛け合わせも試されている。
各品種の特徴は、以下の通りである。三元豚はこれらの特徴を勘案して、養豚生産者が好みによって掛け合わせたものである。
- ランドレース種: 繁殖に優れている。
- 大ヨークシャー種: 繁殖に優れており、産肉性とのバランスが良い。
- デュロック種: 肉にサシ（網目状の脂肪）が入り、霜降り状になる。獣臭が強い。
- バークシャー種: 黒豚。肉質の「きめ」が細かく、食味が良いが、発育性に難がある。
- ハンプシャー種: 高付加価値の部位の比率が多く、産肉性に優れている。
- 梅山（メイシャン）種: 繁殖性は特に優れているが、肉質、発育性に難がある。

## 飼育業者ブランド
とくに、飼育業者名がブランド名となっている三元豚について記す。

### 平牧三元豚
山形県酒田市の平田牧場の傘下の契約農場が飼育している三元豚は、特に平牧三元豚（ひらぼく さんげんとん）と呼ばれる。一部は平田牧場で自家生産されている。当初は「平牧黒豚」という名称で販売していたが、食肉公正競争規約第4条第5号、第10条第5号および、規約に基づく食肉公正競争規約施行規則にあわせて現在の名称に変更した。
飼料に非遺伝子組み換えのトウモロコシ、大豆粕といった植物性飼料を使用し、肉骨粉など動物性タンパク質を与えないことで、肉（脂身）の味、コク、弾力を与えている。一般的な豚より肥育期間が20日間長い200日間であると宣伝文などでうたわれている。さらに、飼料の国内自給率アップのために、生活クラブ生協と山形県と連携して飼料に米を利用するこめ育ち豚を飼育する。

### 折爪三元豚・佐助
岩手県二戸市の久慈ファームの創設者・久慈佐助の名にちなんで名づけられた折爪三元豚・佐助（おりつめ さんげんとん・さすけ）。佐助豚とも呼ばれる。
植物飼料に、200万年から300万年前の地層より採取された植物が炭化したものを配合するのが特徴とされる。

### 元気豚
千葉県香取郡の有限会社ジェリービーンズで生産されている元気豚は、繁殖性に優れたランドレース種（L）・大ヨークシャ種（W）を掛け合わせた豚を母豚とし、雄豚には、肉質が優れたデュロック種（D)を掛け合わせたLWDの三元豚を生産している。 その中でも、肉付きがよく、筋間脂肪（サシ）の入りやすい厳選された血統のみに限定し、使用している。